# Mohamed Tajouri
Mohamed Tajouri (arabe : محمد التاجوري), né le 14 septembre 1981, est un handballeur tunisien évoluant au poste de gardien de but. Il mesure 1,90 m et pèse 92 kilos. 

## Biographie
Joueur du club de l'Étoile sportive du Sahel de 2000 à 2008, il reprend en 2010 la compétition avec son club, après deux ans passés dans le club français de l'Entente sportive municipale Gonfreville l'Orcher Handball. Il a également fait partie de l'équipe nationale tunisienne de handball avec laquelle il a disputé 22 rencontres internationales[réf. souhaitée].

## Palmarès
- Supercoupe d'Afrique masculine de handball : 2013
- Ligue des champions d'Afrique masculine de handball : 2010
- Coupe d'Afrique des vainqueurs de coupe masculine de handball : 2012
- Coupe arabe des clubs champions masculine de handball : 2001, 2004
- Coupe arabe des clubs vainqueurs de coupe masculine de handball : 2000, 2001
- Championnat de Tunisie masculin de handball : 2003, 2006, 2007, 2011
- Coupe de Tunisie masculine de handball : 2008, 2014